# Плейотропія
Плейотропія — явище впливу одного гена на кілька фенотипічних рис. Таким чином, мутація в плейотропному гені матиме ефект на всі ці риси одночасно. Термін походить від грецьких слів pleio — «багато» і trepein — «вплив».
Особливим випадком плейотропії є так звана антагоністична плейотропія, тобто конкуруючий ефект гену на різних стадіях розвитку або за різними умовами навколишнього середовища. Зокрема, як було запропоновано Джорджем Вільямсом в 1957 році, антагоністична плейотропія може відповідати за еволюційний розвиток старіння: гени, що могли би відповідати за ремонт пошкоджень, не розвиваються через негативний ефект на ранніх стадіях життя.

## Механізм
Основний механізм плейотропії в тому, що ген може кодувати продукт, який використовується в різних типах клітин, що виконують різні функції, або які мають сигнальну функцію в кількох синальних шляхах. Класичний приклад плейотропії — хвороба людини фенілкетонурія (ФКУ). Ця хвороба може викликати затримку розумового розвитку, випадання волосся та пігментацію шкіри, і може бути викликана мутацією в єдиному гені, що кодує для фермент (фенілаланінгідролаза), що перетворює амінокислоту фенілаланін на іншу, тирозин. ФКУ протікає досить м'яко, якщо дієта підтримується вільною від фенілаланіну. Залежно від залученої мутації, хвороба приводить до зменшеної або нульової конверсії фенілаланіну на тирозин, в результаті концентрація фенілаланіну зростає до отруйного рівня, зумовлюючи пошкодження в кількох органах.